# トラン県

トラン県
จังหวัดตรัง

- この項目は英語版を元に作成されています。

トラン県（トランけん、タイ語: จังหวัดตรัง ）はタイ王国・南部の県（チャンワット）の一つ。 クラビー県、ナコーンシータンマラート県、パッタルン県、サトゥーン県に接し、アンダマン海に面する。

## 地理
トラン県はアンダマン海に面し、46の島を有する。陸地のほとんどは丘陵地になっていてカオ・ルワンやカオ・バンタットなどの山を有する。さらにそれらの山はメー・トランやメー・パリアンなどの県内の主要河川の源になっている。小規模な滝（ナム・トゥック）を多く持ち、一部温泉も有する。河川を通じ海岸線からアンダマン海に注ぐ。
パークメーン・ビーチは明媚な景勝地として有名である。コ・モラコット（通称＝エメラルド・ケーブ、ドーナッツアイランド）とよばれる、島の真ん中だけが空いて砂地となった場所があり、名所となっている。トラン近郊の海岸では、ジュゴンが多く見られ、一部はハート・チャオマイ海洋公園として国立公園に指定されている。

## 歴史
トラン県はタイ国内で初めてパラゴムノキの農作物が植えられた所と言われている。このゴムの木は1899年、プラヤー・ラッサダーがマレーシアから密かに持ち帰り、植えられたものの子孫だと言われている。

## 県章
県章には灯台橋がデザインされている。

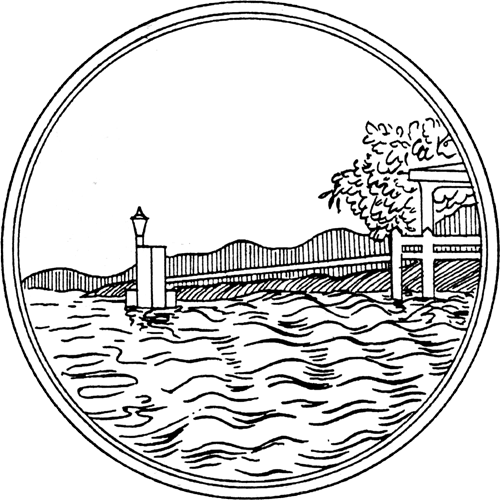
県章

県花は Jacaranda filicifolia 、県木はパラゴムノキである。

## 隣接する県
- クラビー県
- ナコーンシータンマラート県
- パッタルン県
- サトゥーン県

## 行政区
トラン県は10の郡（アムプー）に分かれ、その下位に87の町（タムボン）と、723の村（ムーバーン）に分かれる。
1. ムアントラン郡
2. カンタン郡
3. ヤーンターカーオ郡
4. パリエン郡
5. シカオ郡
6. フワイヨート郡
7. ワンウィセート郡
8. ナーヨーン郡
9. ラッサダー郡
10. ハートサムラーン郡